# Mãe Fora da Caixa
Mãe Fora da Caixa é um futuro filme brasileiro de comédia com estreia prevista para 2025, dirigido por Manuh Fontes e estrelado por Miá Mello e Danton Mello. Inspirado no best-seller homônimo de Thaís Vilarinho, o longa é uma coprodução da Galeria Distribuidora com a Telefilms, e produção da Morena Filmes.

## Sinopse
Manu (Miá Mello) é uma mulher moderna e bem-sucedida, que gosta de manter tudo sob controle em sua vida organizada. Com a chegada da primeira filha, porém, ela percebe que a maternidade está longe de seguir qualquer plano — e que ser mãe exige abrir mão de certezas, manuais e cronogramas. Uma comédia emocionante e identificável sobre os desafios (e os encantos) do puerpério e da maternidade real.

## Elenco
- Miá Mello
- Danton Mello
- Malu Valle
- Ester Dias
- Xando Graça
- Lidiane Ribeiro
- Welder Rodrigues